# Serhij Tiutlin
Serhij Ołeksandrowycz Tiutlin (ukr. Сергій Олександрович Тютлін, ros. Сергей Александрович Тютлин Siergiej Aleksandrowicz Tiutlin; ur. 3 sierpnia 1989) – ukraiński siatkarz, grający na pozycji atakującego, reprezentant Ukrainy. 

## Sukcesy klubowe
Puchar Ukrainy:
- 2007, 2008, 2009, 2010, 2011, 2012

Mistrzostwo Ukrainy:
- 2009, 2010, 2011, 2012, 2013
- 2008

## Sukcesy reprezentacyjne
Letnia Uniwersjada:
- 2015

## Nagrody indywidualne
- 2012: Najlepszy atakujący ukraińskiej Superligi w sezonie 2011/2012